# دزموند هیوم
دزموند دیوید هیوم (به انگلیسی: Desmond David Hume) نام یکی از شخصیت‌های داستانی مجموعه تلویزیونی گمشدگان محصول کانال ای بی سی آمریکا است. نام او برگرفته از فیلسوف تجربه‌گرا، دیوید هیوم است. نقش این شخصیت را هنری یان کوسیک بازی کرده‌است.
دزموند ۳ سال قبل از سقوط هواپیمای اوشنیک ۸۱۵ در جزیره در داخل دریچه زندگی می‌کرد. او همچنین یک دوست دختر به نام پنی ویدمور دارد و طرفدار تیم فوتبال سلتیک است. دزموند هیوم دربرابر برخی قوانین فیزیکی و متافیزیکی حاکم بر جزیره مقاوم است و توانایی این را دارد که برخی از وقایع آتی را به صورت گنگ در ذهن خود ببیند؛ و چندین بار از مرگ چارلی نیز جلوگیری کرد. دزموند هیوم پس از آنکه چارلی پیس بنابراین آینده نگری او کشته شد نام فرزند خود را چارلی گذاشت. او در فیلم انگلیسی را با لهجه اسکاتلندی صحبت می‌کند.